# Menhir von Wackernheim
Der Menhir von Wackernheim ist ein Menhir zwischen Nieder-Ingelheim und Wackernheim, zwei Stadtteilen von Ingelheim am Rhein im Landkreis Mainz-Bingen in Rheinland-Pfalz.

## Lage
Der Stein wurde 2003 beim Pflügen gefunden und auf dem nahe gelegenen Haxthäuser Hof aufgestellt. Der nächstgelegene Ort ist das nordöstlich befindliche  Wackernheim, der Fundort und der Aufstellungsort gehören allerdings zu Nieder-Ingelheim.

## Beschreibung
Der Menhir besteht aus Kalkstein. Er hat eine Höhe von etwa 160 cm, zur Breite und Tiefe liegen keine Angaben vor. Der Stein ist plattenförmig, leicht geschwungen und läuft in einer schrägen Spitze aus. Seine Oberfläche ist unregelmäßig und auf einer Schmalseite sind leichte Bearbeitungsspuren zu erkennen.